# Javier Alonso Ruiz-Ojeda
Javier Alonso Ruiz-Ojeda (Logroño, 7 de agosto de 1951) es un matemático y funcionario español. Fue subgobernador del Banco de España desde el 1 de enero de 2017 hasta el 11 de septiembre de 2018, cuando fue sustituido por Margarita Delgado Tejero. Ocupó la Dirección General de Operaciones, Mercados y Sistemas de Pagos en el Banco de España.

## Biografía
Javier Alonso nació el 7 de agosto de 1951 en Logroño. Se licenció en Ciencias Matemáticas en la Universidad de Zaragoza en 1980. Ingresó en el Banco de España en 1977. De 1984 a 1988 fue titulado del Servicio de Estudios del banco central. Fue nombrado director del departamento de Operaciones en 1989 y ha representado a la institución en diferentes organismos internacionales. Se le considera un «un especialista en medios de pago».
Su nombre apareció por primera vez como futurible para el cargo de subgobernador en octubre de 2016. Al principio era una incógnita si su mandato iba a durar 2 o seis años, puesto que Restoy dejaba el cargo antes de expirar su mandato; pero posteriormente se supo que terminaría simultáneamente con el del gobernador Luis María Linde.

### Subgobernador del Banco de España
El 1 de diciembre de 2016 se supo su nombramiento como nuevo subgobernador del organismo con efectos desde el 1 de enero de 2017. Sustituyó a Fernando Restoy, que dejó el cargo y el 1 de enero de 2017 tomó posesión como presidente del Financial Stability Institute del Banco de Pagos Internacionales (BPI). Su mandato iba a durar tan solo 18 meses puesto que irá ligado al de Luis María Linde, gobernador del Banco de España, expirando ambos en junio de 2018.
Por su condición de subgobernador, era consejero nato en la CNMV y también presidente del Fondo de Garantía de Depósitos.